# Johannes Franke (Schauspieler)
Johannes Franke (* 18. August 1983 in Leipzig) ist ein deutscher Schauspieler.

## Leben
Im Jahr 1991 wurde Franke Mitglied der Kinderabteilung der Leipziger „World Family“, die mit kultur- und generationsübergreifenden Tanz- und Gesangsshows auf der ganzen Welt auftrat. Es folgte der Beitritt zu einer Kindertheatergruppe in Leipzig. Seine erste Filmrolle hatte Franke im Kinofilm Vergiss Amerika von Vanessa Jopp. 1999 zog er nach Berlin, um die Artistenschule zu besuchen, die er allerdings kurz vor dem Abschluss abbrach. Viele Jahre arbeitete er dann als Kleinkünstler in Varietés. Nebenher kamen kleinere Rollen, beispielsweise in Sommersturm von Marco Kreuzpaintner, und diverse Tourneetheaterrollen hinzu.
Ab 2009 spielte er Rollen in Fernsehreihen und Serien wie Polizeiruf 110, GZSZ, In aller Freundschaft, Tatort oder  Der Bergdoktor, wo er den krebskranken Paul Ebert spielte, der mit seinem Leben eigentlich schon abgeschlossen hat.
Intendant Uwe Brandt holte ihn 2013 ans Grenzlandtheater in Aachen für die Rolle des Harold in Harold und Maude. Er erhielt dafür den Karl-Heinz-Walther-Preis als bester Nachwuchsschauspieler.
In Gottlos – warum Menschen töten kam er mit seiner bisher brutalsten Rolle zurück zum Fernsehen. Es folgten weitere Fernsehserien und die Rolle des Tobias in dem US-Fernsehfilm Genius über Albert Einstein. Im Schweizer Fernsehfilm Die Einzigen spielte er als Unternehmensberater Jan Keplitz seine erste große Hauptrolle in einem Fernseh-Abendspielfilm.

## Filmografie (Auswahl)
- 1999: Vergiss Amerika
- 2000: Küss mich Frosch (Fernsehfilm)
- 2004: Sommersturm
- 2007: Kevin – Integration eines Mythos
- 2009: Polizeiruf 110 – Tod im Atelier (Fernsehreihe)
- 2010: Gute Zeiten, schlechte Zeiten (Seifenoper, 11 Episoden)
- 2011: In aller Freundschaft – Der freie Wille (Fernsehserie)
- 2011: EWE (Kurzfilm – Regie und Offstimme)
- 2012: Nora
- 2012: Tatort: Schwarzer Afghane (Fernsehreihe)
- 2012: SOKO Leipzig – Eiszeit (Fernsehserie)
- 2014: Der Bergdoktor – Abschiede (Fernsehserie)
- 2015: Gottlos – Warum Menschen töten (Fernsehfilm)
- 2017: Genius (US-TV-Serie)
- 2017: Notruf Hafenkante – Gestohlenes Leben (Fernsehserie)
- 2017: SOKO Stuttgart – La Vie En Rose[4] (Fernsehserie)
- 2017: In aller Freundschaft – Folge 776: Zeichen und Wunder (Fernsehserie)
- 2017: SOKO Wismar – Tödliche Lichter (Fernsehserie)
- 2017: Die Einzigen – Schweizer Fernsehspielfilm[5][3]
- 2018: Großstadtrevier – Hannes der Held (Fernsehserie)
- 2018: Magda macht das schon – Schlesisches Himmelreich (Comedy-Serie)
- 2018: Tatort: Familien (Fernsehreihe)
- 2018: Morden im Norden – Heilende Hände (Fernsehserie)
- 2019: Der Bergdoktor – Zeitenwende (Fernsehserie)
- 2019: Letzte Spur Berlin – Unmündig (Fernsehserie)
- 2019: Die Kanzlei – Ohne Spuren (Fernsehserie)
- 2020: Der Staatsanwalt – Fangschuss (Fernsehserie)
- 2020: Die Chefin – Schuld (Fernsehserie)
- 2021: SOKO Stuttgart – Mein anderes Ich
- 2021: SOKO Wien: Wien sehen und sterben
- 2023: In aller Freundschaft – Die jungen Ärzte – Perspektiven (Fernsehserie)
- 2024: Wolfsland (Fernsehserie, Folge Schwarzer Spiegel)

## Auszeichnungen
- 2014: Karl-Heinz-Walther-Preis, Bester Nachwuchsschauspieler für Harold und Maude, Grenzlandtheater Aachen